# Paul László
Pour les articles homonymes, voir Laszlo.
Paul László ou Paul Laszlo dans sa forme anglicisée (6 février 1900 - 27 mars 1993) est un architecte, architecte d'intérieur et designer de meubles hongrois et américain. Il est considéré comme l'un des plus grands créateurs de meubles et d'intérieur du XXe siècle.
László a construit sa réputation en concevant des intérieurs de maisons mais au cours des années 1960, il s'est orienté vers le design d'intérieur de magasins et le mobilier professionnel.

## Sa jeunesse
Paul László est né à Debrecen, en Hongrie, sa famille a ensuite déménagé pour Szombathely (les sources citant son lieu de naissance comme Budapest sont incorrectes). László a suivi ses études à Vienne, en Autriche puis à Stuttgart en Allemagne où il commença à travailler. Il est rapidement devenu un créateur éminent, gagnant l'admiration entre autres de Salvador Dalí. Pourtant, la montée de l'antisémitisme avec l'arrivée des nazis au pouvoir en Allemagne rendit sa position précaire dans ce pays en raison de son ascendance juive. En 1936, il fuit l'Europe pour les États-Unis pour échapper aux Nazis. Ironiquement, sans que László n'en ait connaissance, certains meubles de sa création furent installés dans le Kehlsteinhaus, le "nid d'aigle" d'Hitler près de Berchtesgaden, ce qui exaspéra Albert Speer, l'architecte en chef du Troisième Reich et proche conseiller d'Hitler. László demanda et accepta un poste de professeur d'architecture en Argentine mais il n'avait sans doute pas vraiment l'intention de se rendre en Amérique du Sud car il resta caché chez des amis jusqu'à ce qu'il puisse obtenir une place sur un transatlantique pour New York.

## Sa carrière américaine
En arrivant à New York, il acheta immédiatement une automobile et se rendit en Californie du Sud et créa un bureau dans l'influent quartier de Beverly Hills, à Los Angeles. La réputation de László l'avait précédé. Il devint très apprécié parmi l'élite de la politique et du cinéma dont Ronald Reagan, Gary Cooper, Cary Grant, Barry Goldwater, les Vanderbilt, Fritz Lang, Barbara Hutton, Ray Milland, Debbie Reynolds, Billy Wilder, John D. Hertz, Henry Koster, William Wyler et Robert Taylor. Bien qu'appréciant beaucoup Los Angeles, son travail resta international. Ses conceptions étaient opulentes mais jamais exagérées ; chères mais exécutées avec un goût impeccable. Ses projets ne laissaient rien au hasard, il concevait pratiquement tous les aspects du désign d'intérieur : les meubles, les étoffes, les rideaux, les tapis, les lampes et les autres installations. Il était notoirement intransigeant dans ses projets de design mais avec un style propre et unique. Peu de plaintes étaient émises sur son travail à cause de l'immense impact qu'avait ses réalisations une fois achevées. László préférait personnellement les meubles de grandes dimensions mais pour un client particulier qui était sensible à sa petite stature, László conçut tout un mobilier à une échelle plus réduite que l'échelle standard. László fut ravi quand ce client lui déclara plus tard que sa nouvelle maison le faisait se sentir grand pour la première fois dans sa vie. Comme il se consacrait de plus en plus aux aménagements d'intérieur, il acceptait rarement des projets architecturaux. Il était aussi connu pour refuser des clients quand il pensait que sa relation de travail avec ces derniers serait insatisfaisante. Parmi ses clientes refusées célèbres, on trouve Elizabeth Taylor en 1960 alors au sommet de sa gloire, en raison des demandes de celle-ci de contribuer au design et plus tard Barbra Streisand pour des raisons similaires.
En 1948, László rejoint avec George Nelson, Charles Eames et Isamu Noguchi la société Herman Miller pour concevoir du mobilier de bureau. Les lignes de meubles présentées par Herman Miller à partir de 1948 ont été considérés comme les ensembles mobiliers jamais fabriqués qui ont eu la plus forte influence dans le monde du meuble. Malgré tout, László n'était pas satisfait de l'accord et du relationnel qu'il avait avec cette société et il mit fin à sa collaboration en 1952. Pendant de nombreuses années, il garda son studio de design de meubles au 362 North Rodeo Drive à Beverly Hills. Il y conçut des magasins pour le Bullock's Wilshire, Goldwaters, Robinson, Saks Fifth Avenue, les Halls (au Crown Center à Kansas City), la Hudson's Bay et Ohrbach's (en). Il a créé également plusieurs des casinos et des espaces d'exposition des hôtels que le milliardaire américain Howard Hughes possédait à Las Vegas. László accru encore sa notoriété en concevant avec élégance l'abri 
anti-aérien de l'US Air Force. Il travailla également sur « Atomville », une ville souterraine futuriste.
Il servit durant les deux guerres mondiales, dans l'artillerie hongroise sur le front italien dans la première et comme engagé volontaire dans l'Armée américaine, servant aux États-Unis dans la seconde.
Paul László a été marié deux fois et eut un fils de son second mariage avec l'actrice Maxine Fife. Il est aussi l'oncle du joueur champion du monde de bridge Ivan Erdos et le frère de Stephen de László.

## Son œuvre

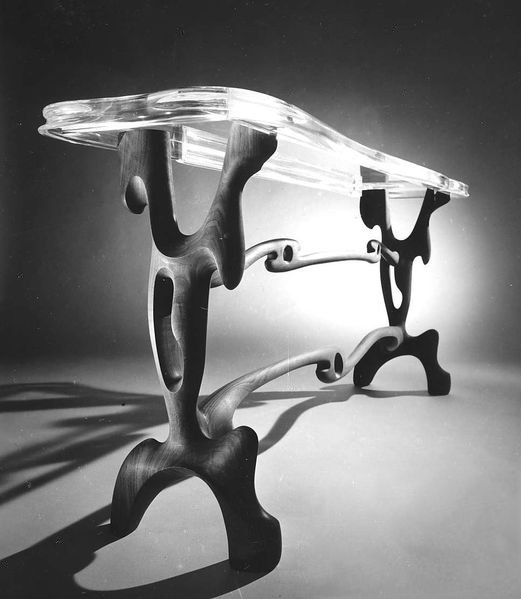
Console conçue en l'hommage à Salvador Dali

Comme preuve de sa longue et toujours appréciée carrière, des photographies, des rendus d'architecture ou des descriptions du travail de László sont publiés à chaque décennie dans des livres ou des périodiques et ce depuis les années 1920 et sont toujours publiés aujourd'hui. Un article de Time Magazine du 18 août 1952 le décrivait comme "L'architecte des millionnaires." Il avait aussi une capacité à combiner des couleurs qui pouvaient sembler inconciliables mais qui, vues comme un tout, étaient incroyablement chaudes et belles. C'était cette utilisation des couleurs sur une grande échelle mais avec des lignes douces et fluides pour ses conceptions et l'intégration dans un projet global qui ont rendu son travail si mémorable.
Des informations autobiographiques sont disponibles sur la vie de László dans la publication "Designing With Spirit", une histoire dirigée par l'Université de Californie de Los Angeles. László fit don de beaucoup de ses travaux originaux à la School of Architecture at the University of California de Santa Barbara.
Son travail est occasionnellement exposé au Museum of Modern Art à New-York et est fréquemment montré lors de rétrospectives nationales et internationales sur le design du XXe siècle.